# مورتون بيك
مورتون بيك (بالإنجليزية: Morton Peck)‏ هو عالم نبات أمريكي، ولد في 1871، وتوفي في 1959.